# Rolemaster

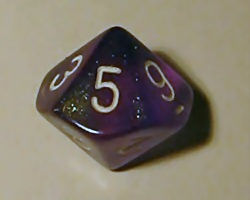
En tiosidig tärning.

Rolemaster är ett amerikanskt regelverk baserat på tabeller och tärningsslag med två tiosidiga tärningar, så kallad T100(D100), vilket ger ett utfall mellan 1 och 100. Tärningsutfallet är "open-ended" och kan resultera i hur höga (eller låga) resultat som helst. Spelet utmärker sig med sina många vapen, skadetabeller och brutala stridssystem. Regelverket kan användas i valfria världar men är främst anpassat för fantasivärldar liknade Tolkiens. Det finns även en s/f version kallad Space Master Skapat av Iron Crown Enterprices/I.C.E. som också skapat MERP, Shadow World etc. Shadow World är en värld som skapats för Rolemaster.